# Dipurena reesi
Dipurena reesi är en nässeldjursart som beskrevs av Vannucci 1956. Dipurena reesi ingår i släktet Dipurena och familjen Corynidae. Inga underarter finns listade i Catalogue of Life.